# Tonnoiriella syriensis
Tonnoiriella syriensis és una espècie d'insecte dípter pertanyent a la família dels psicòdids que es troba a l'Orient Mitjà: Síria.